# Cyrtorchis guillaumetii
Cyrtorchis guillaumetii är en orkidéart som först beskrevs av Pérez-vera, och fick sitt nu gällande namn av Rod Rice. Cyrtorchis guillaumetii ingår i släktet Cyrtorchis, och familjen orkidéer.
Artens utbredningsområde är Elfenbenskusten. Inga underarter finns listade i Catalogue of Life.